# Benitz (Mecklembourg-Poméranie-Occidentale)
Pour les articles homonymes, voir Benitz.
Benitz est une municipalité allemande du land de Mecklembourg-Poméranie-Occidentale et l'arrondissement de Rostock.